# Anton Gabele

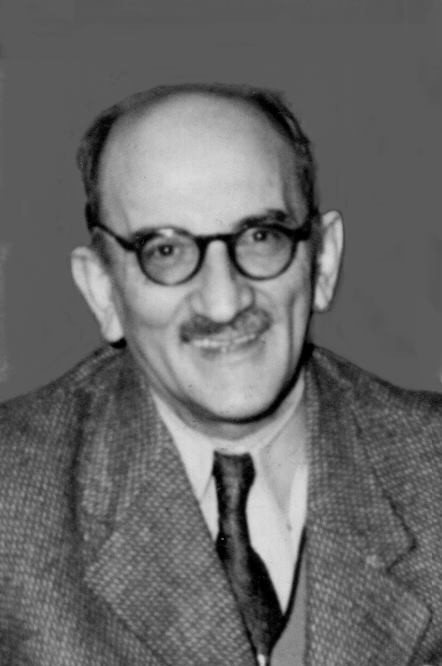
Anton Gabele (1954)

Anton Gabele (* 28. Juli 1890 in Buffenhofen; † 13. August 1966 in Koblenz) war ein deutscher Schriftsteller, Lehrer und Pädagoge.

## Leben

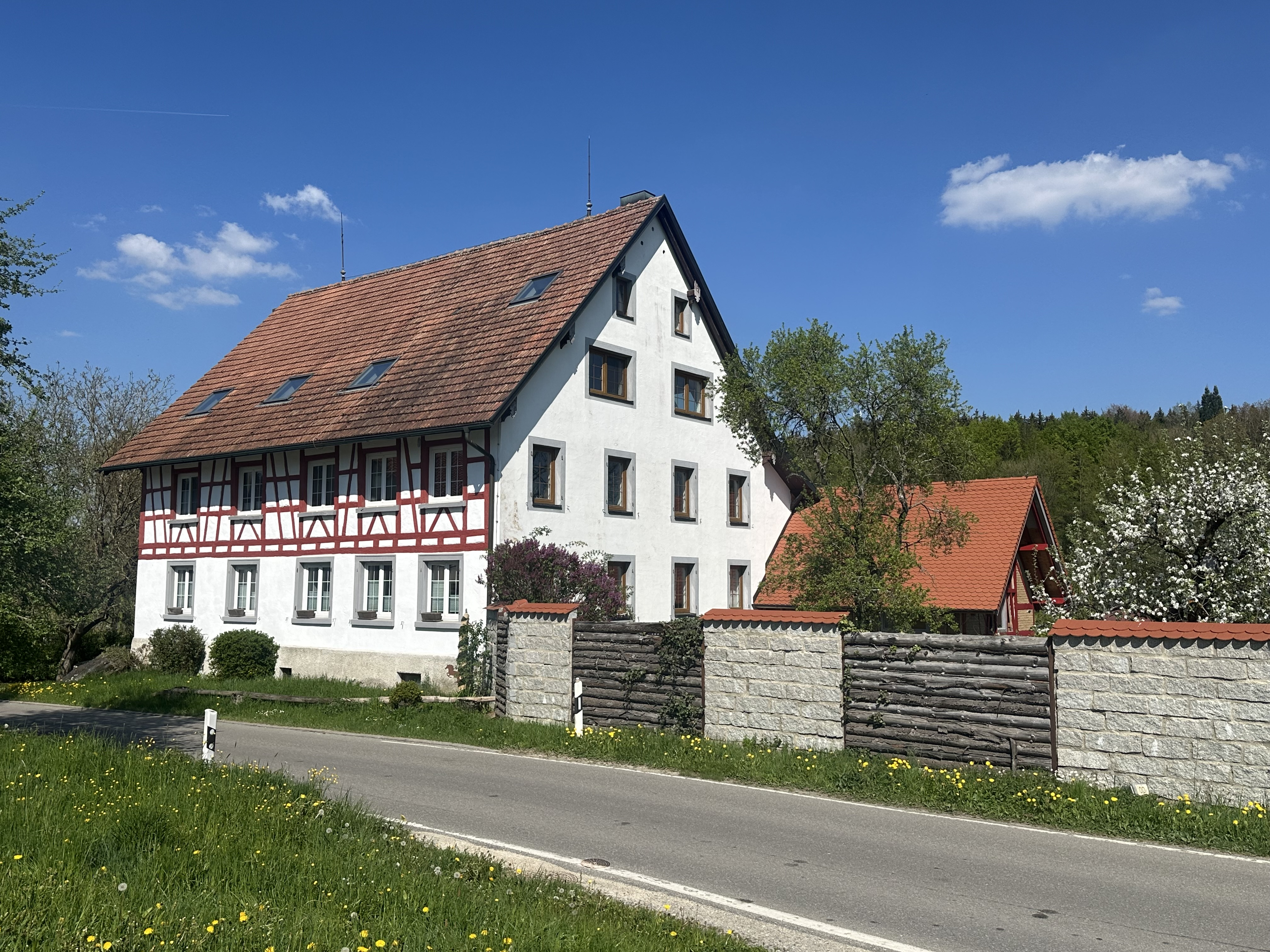
Ehemaliger Gasthof Zur Sonne in Buffenhofen, Geburtshaus von Anton Gabele

Anton Gabele wurde 1890 im damals hohenzollerischen Buffenhofen, heute ein Stadtteil von Meßkirch im Landkreis Sigmaringen, als jüngstes von vier Geschwistern geboren. Seine Eltern betrieben eine kleine Landwirtschaft, eine Ziegelei und den Gasthof „Zur Sonne“ in Buffenhofen.
Er lebte von 1902 bis 1908 im Seminarum Fidelianum in Sigmaringen und besuchte dort das Königliche Katholische Gymnasium im Kloster Hedingen, das später zum Hohenzollern-Gymnasium wurde, wo er seine Reifeprüfung ablegte. Danach belegte er an den Universitäten zu Straßburg, Genf, München, Halle, Berlin und Bonn die Fächer Deutsch, Französisch und Englisch. Dazwischen betätigte er sich als Hauslehrer in Südfrankreich und Sachsen. Nach seinem Studium kam er zu Ostern 1913 nach Koblenz und unterrichtete bis 1914 als Realschullehrer am Knabenschulheim Kemperhof. Im Jahr 1919 wurde er zum Studienrat ernannt und unterrichtete bis zu seinem Dienstende am Kaiser-Wilhelm-Gymnasium in Koblenz, dem späteren Eichendorff-Gymnasium. Im Jahr 1920 legte er in Bonn die Promotion als Dr. phil. ab mit einer Dissertation über den „Einfluss der Pseudo-Plutarchischen Erziehungsschrift auf italienische und französische Humanisten“.
Im Ersten Weltkrieg kam er von August 1914 bis Oktober 1916 mit einem Koblenzer Pionier-Bataillon nach Flandern und Frankreich. Er wurde als Leutnant im Mai 1916 bei Verdun schwer verwundet. Während des Ersten Weltkriegs heiratete er die in Koblenz geborene Katharina Berg (* 13. Februar 1890; † 3. Juli 1985). In ihrer Ehe hatten sie vier Söhne.
Schon in frühen Jahren begann das schriftstellerische Schaffen von Anton Gabele. Seine Werke waren Romane, Erzählungen und Gedichte, ein Lustspiel, eine Novelle und ein Kinderbuch.
Am 13. August 1966 starb Anton Gabele in Koblenz und wurde dort auf dem Hauptfriedhof beigesetzt. Nach ihm ist im Koblenzer Stadtteil Asterstein eine Straße benannt.

## Auszeichnungen
Für seinen Roman „Im Schatten des Schicksals“ wurde ihm 1930 der Jugendpreis Deutscher Erzähler verliehen. Als besondere Auszeichnung wurde ihm 1960 das Große Bundesverdienstkreuz verliehen, für seine Verdienste um seine Heimat wurde ihm 1950 von seiner Heimatgemeinde Dietershofen-Buffenhofen die Ehrenbürgerwürde verliehen. Ein Gedenkstein an seinem Geburtshaus, dem ehemaligen „Gasthaus zur Sonne“, in Buffenhofen erinnert an ihn. In Koblenz und Meßkirch gibt es jeweils eine „Anton-Gabele-Straße“, in Haigerloch den „Anton-Gabele-Weg“.

## Literatur

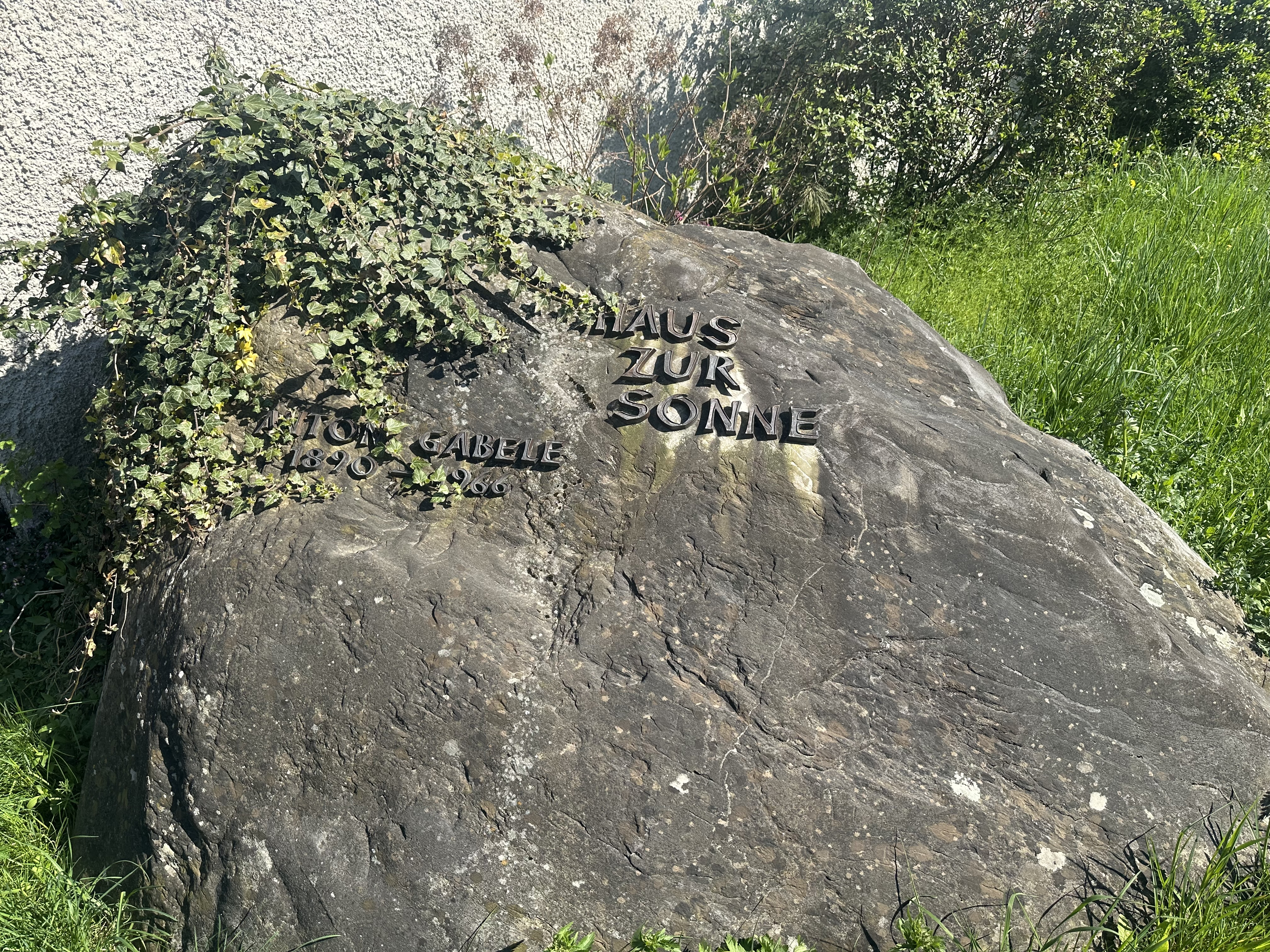
Gedenkstein vor Gabele Geburtshaus

## Schriften
- Wackershofer Tagebuch. Gedanken und Erlebtes bei Kriegsende 1944 bis 1945. Hrsg. von Manfred Koenig. Gmeiner Verlag, Meßkirch 2016
- (zusammengestellt von Konrad Reinauer): Ähren, die geblieben. Anton Gabele [1890–1966]. Zur Erinnerung an seinen hundertsten Geburtstag. Gmeiner Verlag, Meßkirch 1990
- Fahre hinaus auf die hohe See. Roman über den Hl. Franz Xaver. Gmeiner Verlag, Meßkirch 1990
- Deutsche Schriften von Heinrich Seuse. Insel-Verlag, Frankfurt a. M. 1980
- Das Reiterlied von Prinz Eugen. Ulis Reise mit dem Goldmacher bis zur Festung Belgrad. Herder, Freiburg 1964
- Abraham a Santa Clara. Der Prediger von Sankt Stephan (= Lux-Lesebogen Nr. 374). Verlag Sebastian Lux, Murnau / München / Innsbruck / Basel 1962
- Blinde Passagiere. Herder, Freiburg 1961
- Der Prozess Sokrates (= Lux-Lesebogen Nr. 66). Verlag Sebastian Lux; Murnau München Innsbruck Basel 1960?
- Wovor soll mir bangen. Gedichte. Drei-Linden-Verlag, Kressbronn 1960
- Am Strande der Gezeiten. Erzählungen. Drei-Linden-Verlag, Kressbronn 1959
- Die kalte Kur und andere Erzählungen. St. Benno, Leipzig 1958
- Die Prinzessin mit der Geiß. Eine Erzählung. Herder, Freiburg 1958
- Der Wundermann vom Bodensee. Lebensroman des Doktor Franz Anton Mesmer. Herder, Freiburg 1956
- Die Reise nach Bernkastel. Ein heiterer Roman. Herder, Freiburg 1954
- Haus zur Sonne. Herder, Freiburg i. Br. 1953
- Wenn die Wasser verrinnen. Heimkehrer Roman. Deutscher Buchklub, 1949
- Chardon & Co. Novelle. Aloys Henn Verlag, Ratingen 1943
- Der Freund des Paracelsus. Erzählungen (= Die Kleine Glockenbücherei Bd. 8.). Bayreuth Gauverlag, 1942
- Die Beermännin. Eine Erzählung. Kohlhammer, Stuttgart 1942
- Das Nachtlager. Bd. 10, Staufen-Verl., Köln 1940 (?)
- In einem kühlen Grunde. Wegweiser-Verlag, Berlin 1939
- In einem kühlen Grunde. Roman. List, Leipzig, o. J.
- Die Zwillingsbrüder. List, Leipzig 1938
- Talisman. Ein Bericht. List, Leipzig 1937
- Pfingsten. Ein Roman dt. Jugend. Staufen, Köln 1934
- Der arme Mann. Hermann Schaffstein Verlag, Köln
- Im Schatten des Schicksals. Roman. Deutsche Buchgemeinschaft (DBG), Berlin 1930